# Beyond LIVE
Beyond Live (thường được viết tắt là Beyond LIVE ) là một dịch vụ phát trực tuyến buổi hòa nhạc và chuỗi buổi hòa nhạc  được thành lập vào tháng 4 năm 2020 bởi công ty giải trí Hàn Quốc SM Entertainment và Naver . Đây là dịch vụ phát trực tuyến buổi hòa nhạc trả phí đầu tiên trên thế giới cung cấp buổi hòa nhạc trực tuyến quy mô đầy đủ được hỗ trợ bởi công nghệ như thực tế tăng cường và hỗ trợ tương tác thời gian thực giữa nghệ sĩ và khán giả trực tiếp.      Khi thành lập, nền tảng này đã được truyền thông toàn cầu coi là một phản ứng phù hợp trong việc thay thế các buổi hòa nhạc truyền thống khi đại dịch COVID-19 đang diễn ra.   Live concert đầu tiên của Beyond Live được đầu tư bởi nhóm nhạc nam Hàn Quốc SuperM và mang tên SuperM: Beyond the Future, diễn ra vào ngày 26 tháng 4 năm 2020; buổi hòa nhạc đã ghi nhận hơn 75.000 vé ảo được bán ra, cho khán giả theo thời gian thực từ 109 quốc gia.    Vào tháng 8 năm 2020, JYP Entertainment hợp tác với SM Entertainment để thành lập Beyond Live Corporation, một liên doanh vận hành và mở rộng nền tảng Beyond Live . Nó được đưa ra vào ngày 23 tháng 12 năm 2021.  Kể từ khi thành lập, nhiều nghệ sĩ từ SM và JYP đã tổ chức các buổi hòa nhạc trực tuyến dài hơi trên Beyond Live, và các doanh nghiệp giải trí K-pop khác bắt đầu sản xuất các buổi hòa nhạc trực tiếp ảo ở định dạng tương tự.